# チベット仏教

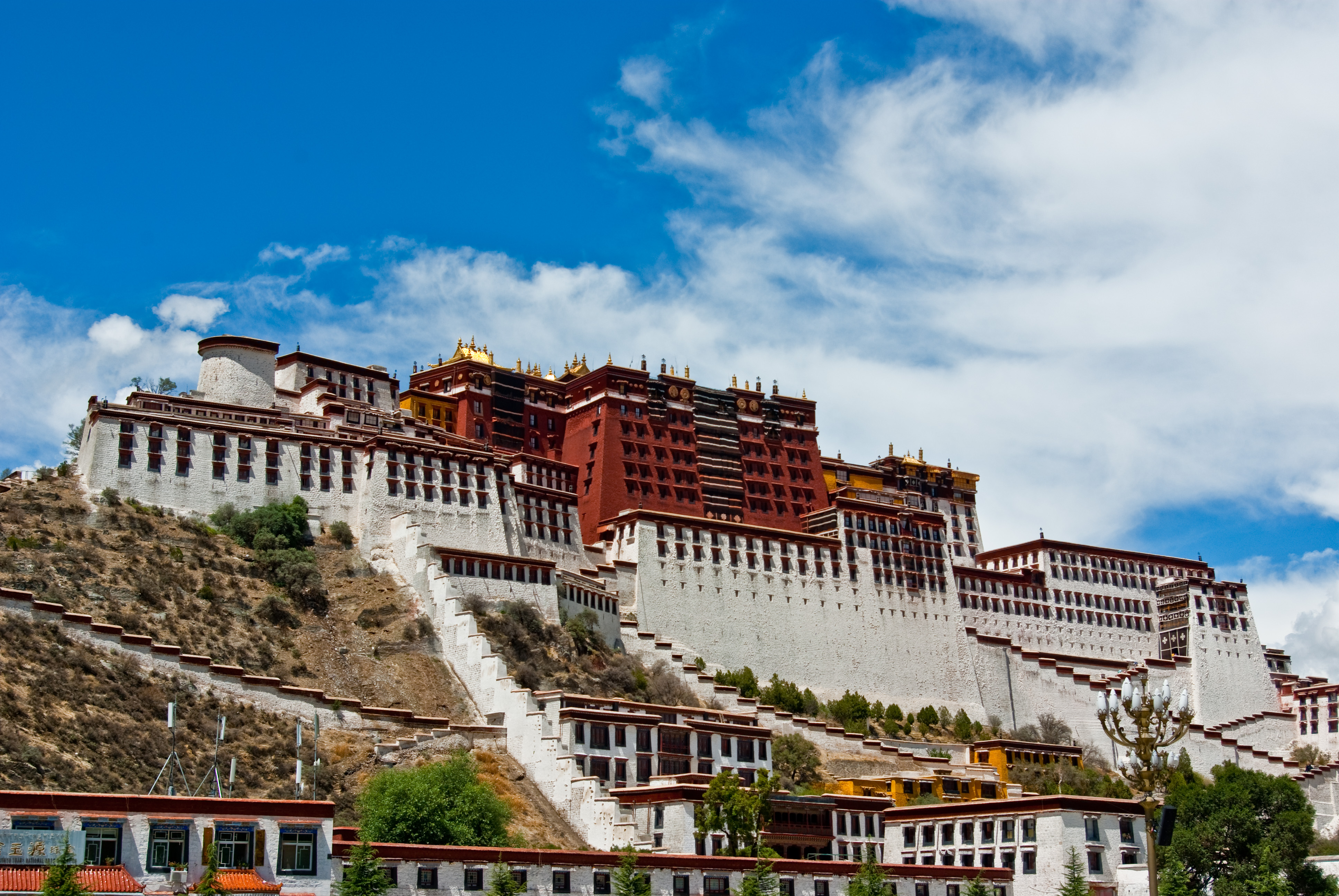
チベット仏教の中心、ポタラ宮（世界遺産; ラサのポタラ宮の歴史的遺跡群）

チベット仏教（チベットぶっきょう、チベット語: བོད་བརྒྱུད་ནང་བསྟན།）は、チベットを中心に発展した仏教の一派。根本説一切有部律の厳格な律に基づく出家制度、仏教の基本である四聖諦の教えから、大乗顕教の諸哲学や、金剛乗の密教までをも広く包含する総合仏教であり、独自のチベット語訳の大蔵経を所依とする教義体系を持つ。中国、日本、チベットなどに伝わる北伝仏教のうち、漢訳経典に依拠する東アジア仏教と並んで、現存する大乗仏教の二大系統のひとつをなす。
教義としては、智慧と方便を重視する。インド後期密教の流れを汲む無上瑜伽タントラが実践されている。ニンマ派、カギュ派、サキャ派、ゲルク派の4宗派が存在するが、いずれも顕教と密教の併修を柱とする。7世紀から14世紀にかけて、インドから仏教が直接チベットに伝来したので、インド仏教の伝統が途絶える寸前の時代に伝来した後期密教が継承されている。

## 呼称
ラマと呼ばれる師僧、特に化身ラマを尊崇することから、かつては一般にラマ教（喇嘛教、Lamaism）と呼ばれ、この通称のために正統的な仏教ではないかのように誤解されていた。ラマ教という呼称は19世紀の西洋の学者によって普及したものであり、チベット仏教に対する偏った見方と結びついていたため、現在では使用されなくなっている。

## 特徴
8世紀以降のインド大乗仏教最末期の思想は、イスラーム勢力の台頭によって中国など諸国に伝達されにくくなっていた。そんな中、チベット仏教は後期密教や中期・後期中観派の著作・思想などを、ヒマラヤを挟んで目と鼻の先という地の利を活かし、インド大乗仏教滅亡後も（ネパールのネワール仏教などと並び）継承し続けてきた。
中国や中央アジアの大乗仏教との相互影響は、その地理的な隣接に比して、比較的弱いといえる。一方、特にニンマ派や民間信仰のレベルではチベット独自の要素も見られるが、チベットでは仏教を取り入れるにあたって、サンスクリット語の原典からチベット語へ、原文をできるだけ意訳せず、そのままチベット語に置き換える形の逐語訳で経典を翻訳したため、チベット語の経典は仏教研究において非常に重要な位置を占める。
特に密教については、中国仏教では漢訳経典を通じて主に前期・中期密教が伝えられた一方、後期密教は性的儀礼も含むことから儒教社会では受け入れられにくく、漢訳と受容は限定的であったのに対し、チベット仏教は8世紀-12世紀にかけて後期密教（無上瑜伽タントラ等）の教えを中心としたインド密教を広範に受け入れ、独自に消化した点にも大きな特徴がある。

## 教義

### 基盤となる顕教の教え

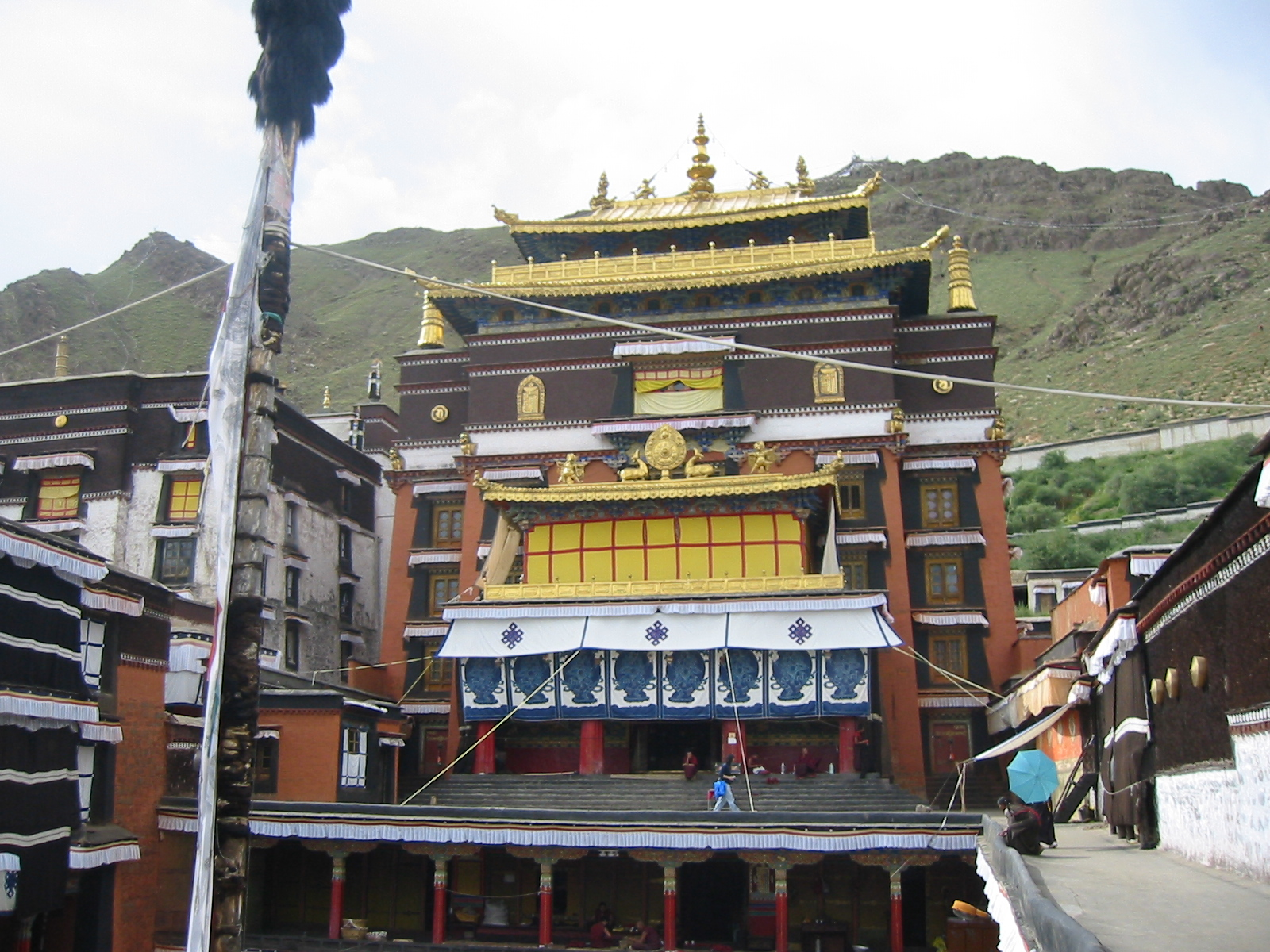
タシルンポ寺の大弥勒殿（典型的なチベット仏教寺院）

エンドレス・ノットの意匠は象徴のひとつ

どの宗派においても、一切有情が本来持っている仏性を「基」とし、智慧（空性を正しく理解すること）と方便（信解・菩提心・大慈悲などの実践）の二側面を重視し、有情が大乗の菩薩となり六波羅蜜を「道」として五道十地の階梯を進み、「果」として最終的に仏陀の境地を達成することを説く。哲学的には龍樹の説いた中観派の見解を採用しており、僧院教育の現場においては、存在・認識についての教学・論争による論理的思考能力と正確な概念知の獲得を重視している。その思想の骨格となる重要な論書としては、シャーンティデーヴァの著した『入菩薩行論』 (Bodhisattvacaryāvatāra)、マイトレーヤの著した『究竟一乗宝性論』 (Uttaratantra Śāstra) と『現観荘厳論』 (Abhisamayālamkāra) などがあるほか、アティーシャ（アティシャ）が伝えたとされるロジョン（blo sbyong, 和訳：心の訓練法）の教えが重視され、全宗派で修習されている。

### 密教的実践
また、仏陀の境地を速やかに達成するための特別な方便として、各宗派においてインド後期密教の流れを汲む無上瑜伽タントラの実践が行われている。一般的に新訳派では無上瑜伽タントラを、本尊の観想を中心とした生起次第を重視する父タントラ、身体修練によって空性大楽の獲得を目指す究竟次第を重視する母タントラ、それらを不可分に実践する不ニタントラの三段階に分類する。密教の最奥義に相当するものにはニンマ派のゾクチェン（大究竟）、サキャ派のラムデ（道果）、カギュ派のマハームドラー（大印契）などがあり、各派に思想的特徴が見られる。
これら顕密併習の修道論として、最大宗派のゲルク派にはツォンカパの著した『菩提道次第』（ラムリム）と『秘密道次第論』（ガクリム）があるが、各宗派においてもそれらとほぼ同種の修道論が多数著されている。
無上瑜伽タントラの実践においては、タントラ文献の記述や後述のヤブユムのイメージなどから、一部でセックスを修行に取り入れているという道徳的観点からの批判もあるが、これは在家密教修行者集団内でのことである。中世にはカダム派を中心とした出家者集団の復興が行われて以降、性的実践を行なわずに密教を修行する傾向が強まった（後述）。その影響が各派に及び、現在の出家僧団においてはあくまで観念上の教義として昇華され、なおかつ一般の修行と教学を修得した者のみに開示される秘法とされた。このような呪術的、性的な要素については、出家僧団内においては実際的な行法としては禁止されたものの、その背景にある深遠な哲学自体は認められたため、教学および象徴的造形としては残されたということに留意すべきである。現在では顕教を重視するゲルク派が最大宗派となっていることからも、全体として密教的な修行法よりも、「教理問答」のような言語的コミュニケーションと、仏教教学の厳密な履修が重要視される傾向が高まっているといえる。

## 信仰形態

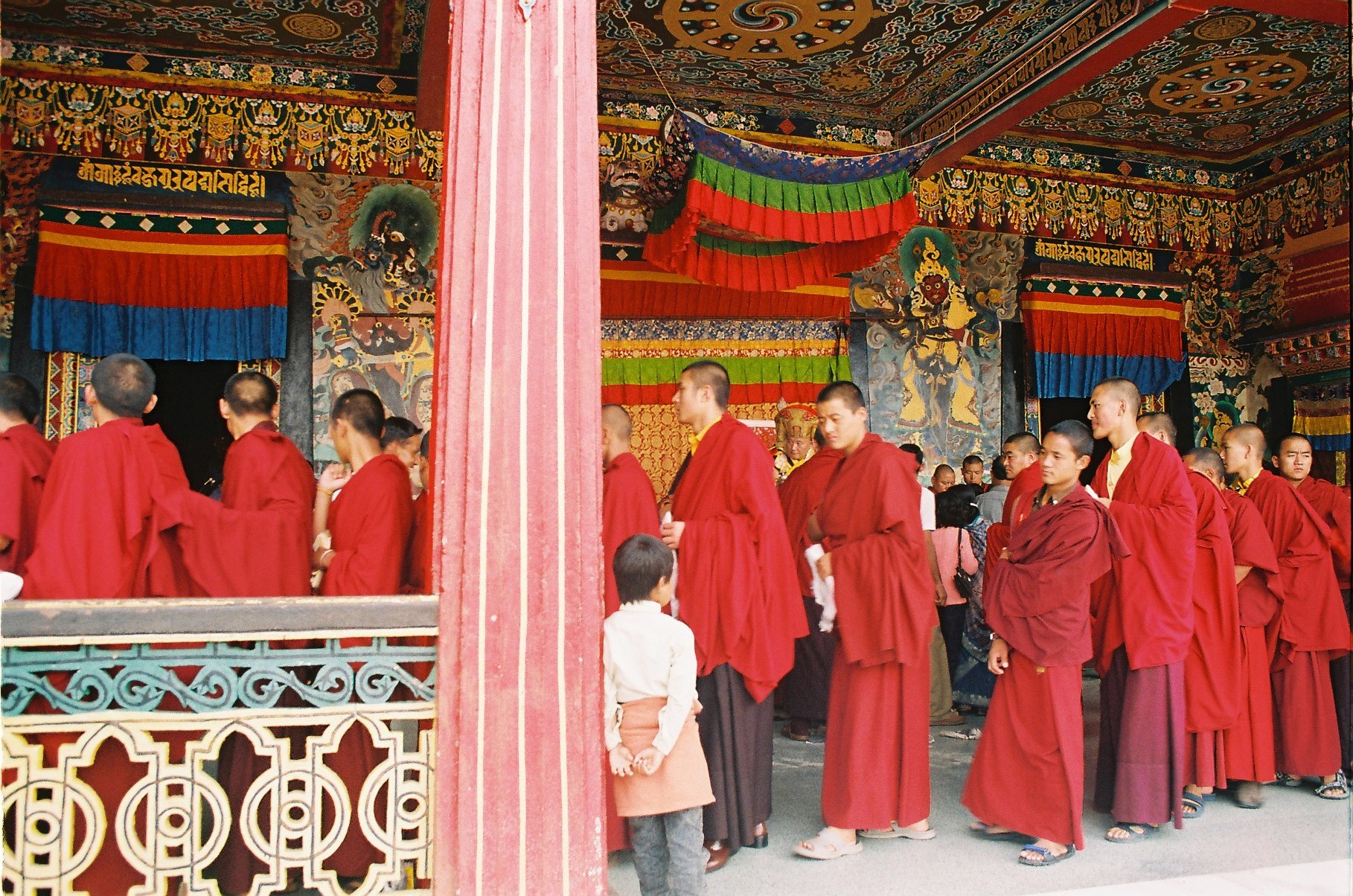
チベット仏教の僧侶（ルムテク僧院・シッキム）

現在、大きく分けて4宗派が存在するが、いずれも顕教と密教の併修を柱とする点では共通し、宗派間の影響を及ぼしあって発展してきたこともあって、各宗派の信仰形態に極端な差異は無くなっている。
恐ろしい形相を表す忿怒尊（ヘールカ）や、男女の抱擁する姿を表すヤブユムが特徴的であり、これらがことさらクローズアップされがちであるが、他にも阿弥陀如来や十一面観音、文殊菩薩といった、大乗仏教圏では一般的な如来、菩薩も盛んに信仰されている。禅宗を中心に独自の発展を遂げた中国の仏教では廃れてしまった仏が、日本（特に奈良・平安系仏教）とチベットでは共通して信仰され続けているケースも多い。一方、最高位の仏としてチベットでは釈迦如来や大日如来よりも、後期密教の特徴である本初仏を主尊とする点が独特である。ターラー仏母やパルデン・ラモ（忿怒形吉祥天）といった女神が盛んに信仰されることも特徴的である。
文化面では、タンカと呼ばれる仏画の掛軸や砂曼荼羅、楽器を用いた読経などが有名である。民間の信仰形態として特徴的なものは、マニ車、タルチョー（経旗）、鳥葬などが挙げられる。また、観音菩薩の真言である六字真言が盛んに唱えられる。

## 諸国への伝播
チベット仏教はチベット本国だけでなく、チベットからの布教により仏教を受け入れた諸民族の間で広く信仰される。チベット系民族では国連加盟国のブータンの他、インドのシッキム州、ラダック地方、アルナーチャル・プラデーシュ州のメンパ族、ネパール北部ヒマラヤ地帯のムスタン、ドルポやシェルパ族、タマン族など、またチベット系以外ではモンゴル国と中国領南モンゴル（内モンゴル自治区）のモンゴル人、ロシア連邦内のブリヤート人（モンゴル系）やカルムイク人（同）、トゥバ人（モンゴルの影響が強いテュルク系）といったモンゴル文化圏でも支配的な宗教であった。他に満洲族、ナシ族、羌族などが伝統的にチベット仏教を信仰してきた。満洲族から出た清朝の影響で、北京や五台山、東北部（満洲）など中国北方にもチベット仏教寺院がある。また、中国においては明朝の11代皇帝である正徳帝も即位直後からチベット仏教に傾倒し、「豹房」という邪淫の寺を作ってラマ僧らと秘技に明け暮れていたとの記録がある。
モンゴルは伝統的にチベット仏教第二の中心地であるが、チベット仏教の直輸入的なものであって、地域的な特色はあっても「モンゴル仏教」として区別するほど独立的な要素は強くない。チベットにおける宗派がそのままモンゴルにも存在し、近代化以前はモンゴルからチベットへの留学が盛んに行われていた。他方、ネパールでは北部のチベット系民族にチベット仏教が信仰され、さらに近年では中央部でもチベット仏教の進出が見られるが、元来中央部のネワール族などの間にはチベット仏教とは異なる独自の大乗仏教の系譜が伝えられている。

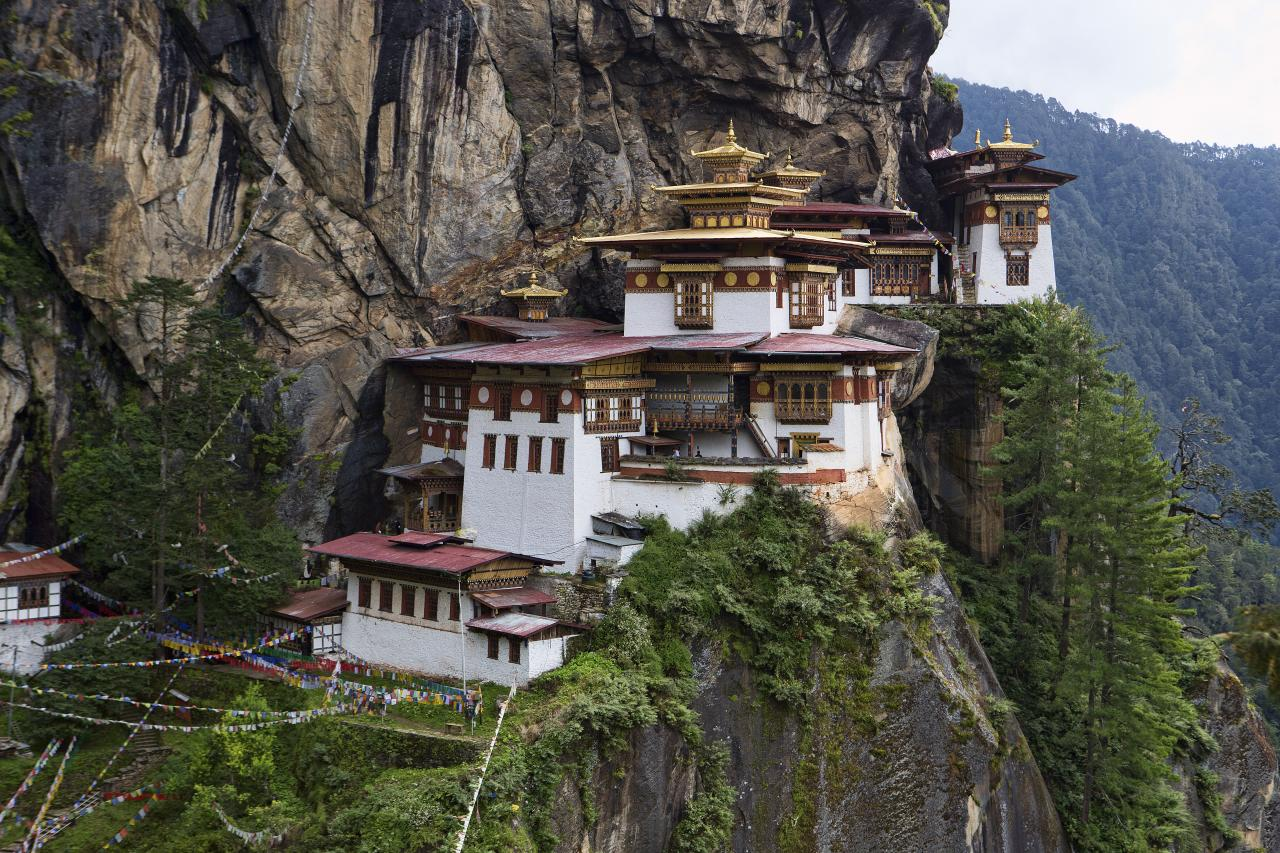
タクツァン僧院（ブータン）
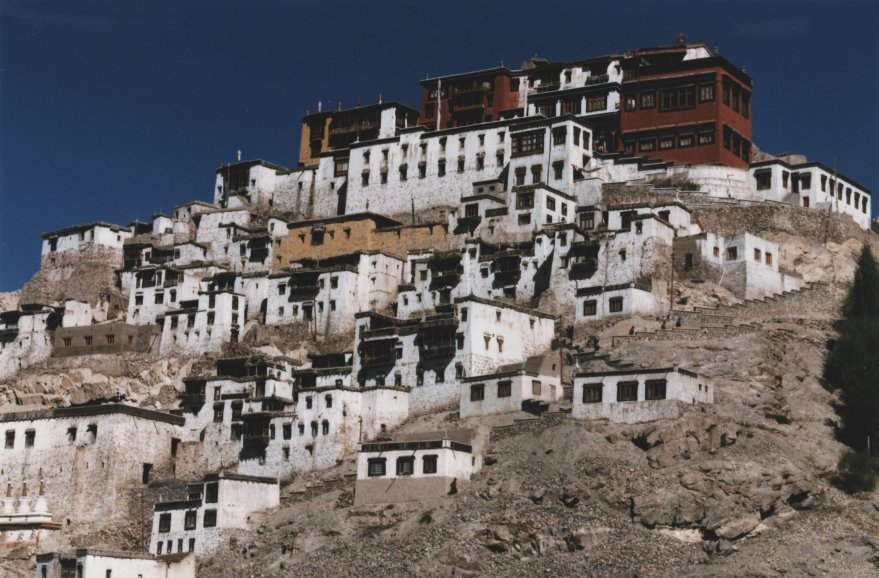
ラダック僧院（インド）
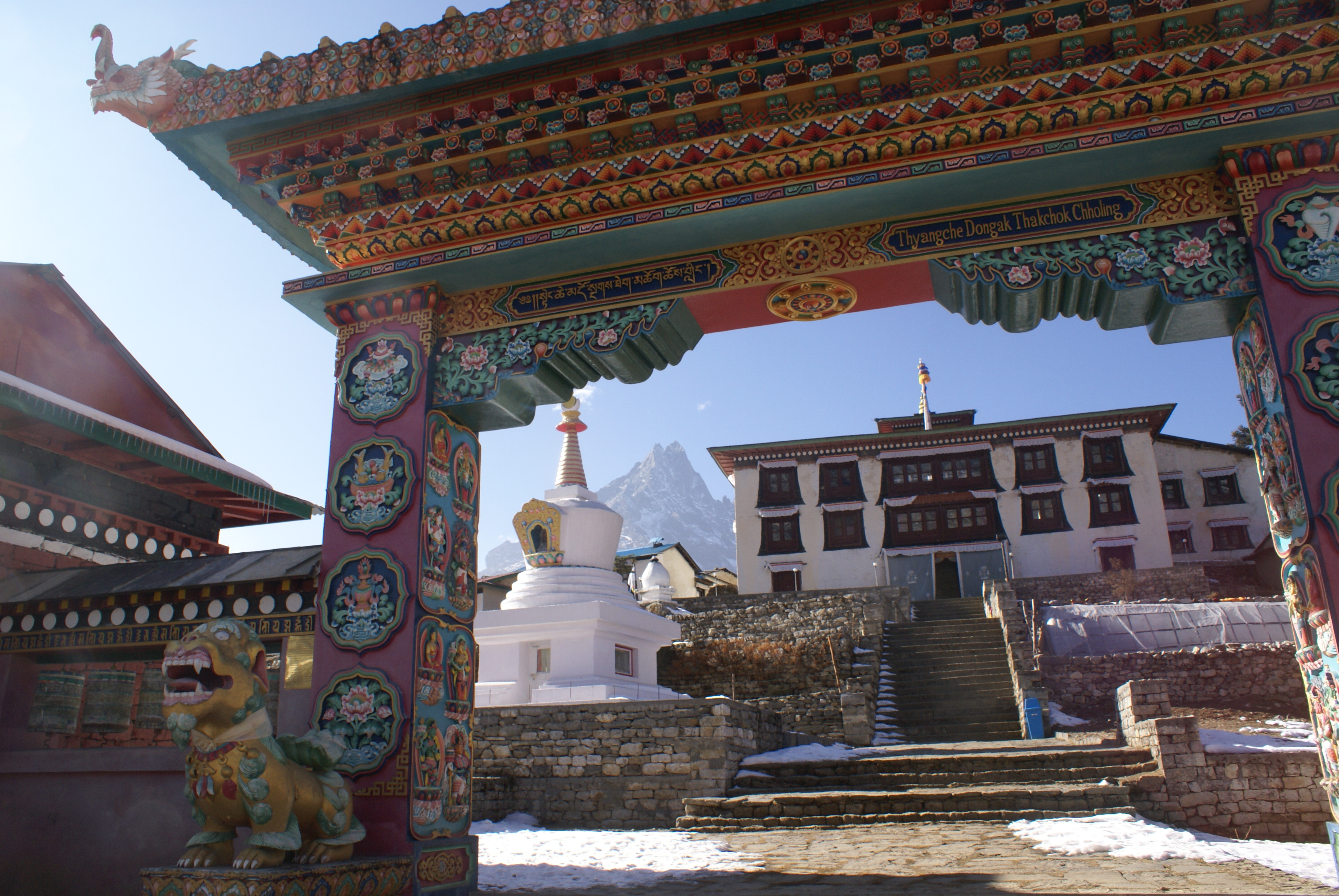
タンボチェのゴンパ（僧院）（ネパール）
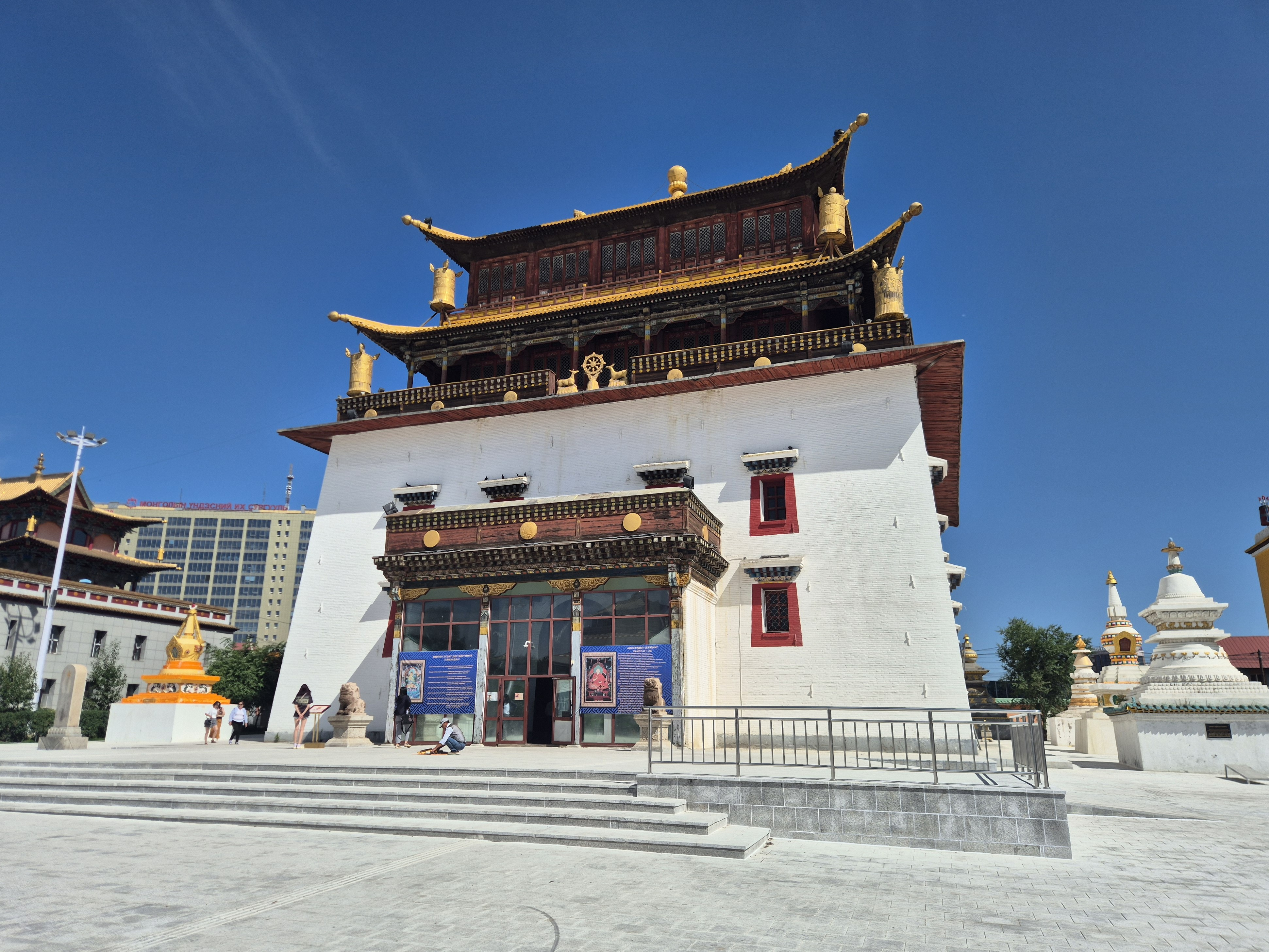
ガンダン寺 （モンゴル）

## 歴史

### 吐蕃と仏教伝来

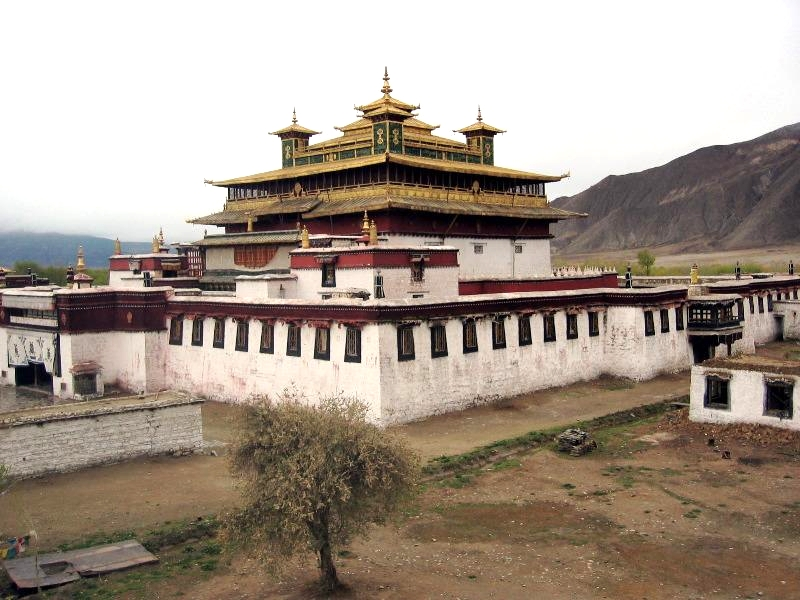
サムイェー寺

7世紀前半、吐蕃のソンツェン・ガンポ王（在位：581年 - 649年）がチベット統一を果たすと共に、唐とネパールから嫁いだ2王妃、文成公主とチツンの勧めで仏教に帰依した。吐蕃の首都ラサにはトゥルナン寺（ジョカン、大昭寺）が建立された。
ティソン・デツェン王（在位：742年 - 797年）の代には仏教が国教と定められ、国立大僧院サムイェー寺が建設されて、インドのナーランダ僧院（那爛陀寺）の長老シャーンタラクシタが招聘された。また、パドマサンバヴァが密教を伝えた。さらに、786年には敦煌から禅僧摩訶衍（まかえん）がチベットに招かれたが、シャーンタラクシタの弟子カマラシーラと摩訶衍の禅宗との間で論争（サムイェー寺の宗論）が行われた結果、カマラシーラのインド系仏教が正統とされた。以来、サンスクリット語経典をチベット語へ翻訳する事業が始められ、824年頃までかけて膨大なチベット大蔵経が作られた。
吐蕃末期には、国家仏教の支配体制に揺らぎが生じた。最後の王ラン・ダルマは仏教勢力の排除を目論んで廃仏を行い842(846?)年に暗殺されたという伝説が伝えられている。王家が地方に四散した後は、チベットは長い分裂時代を迎えた。

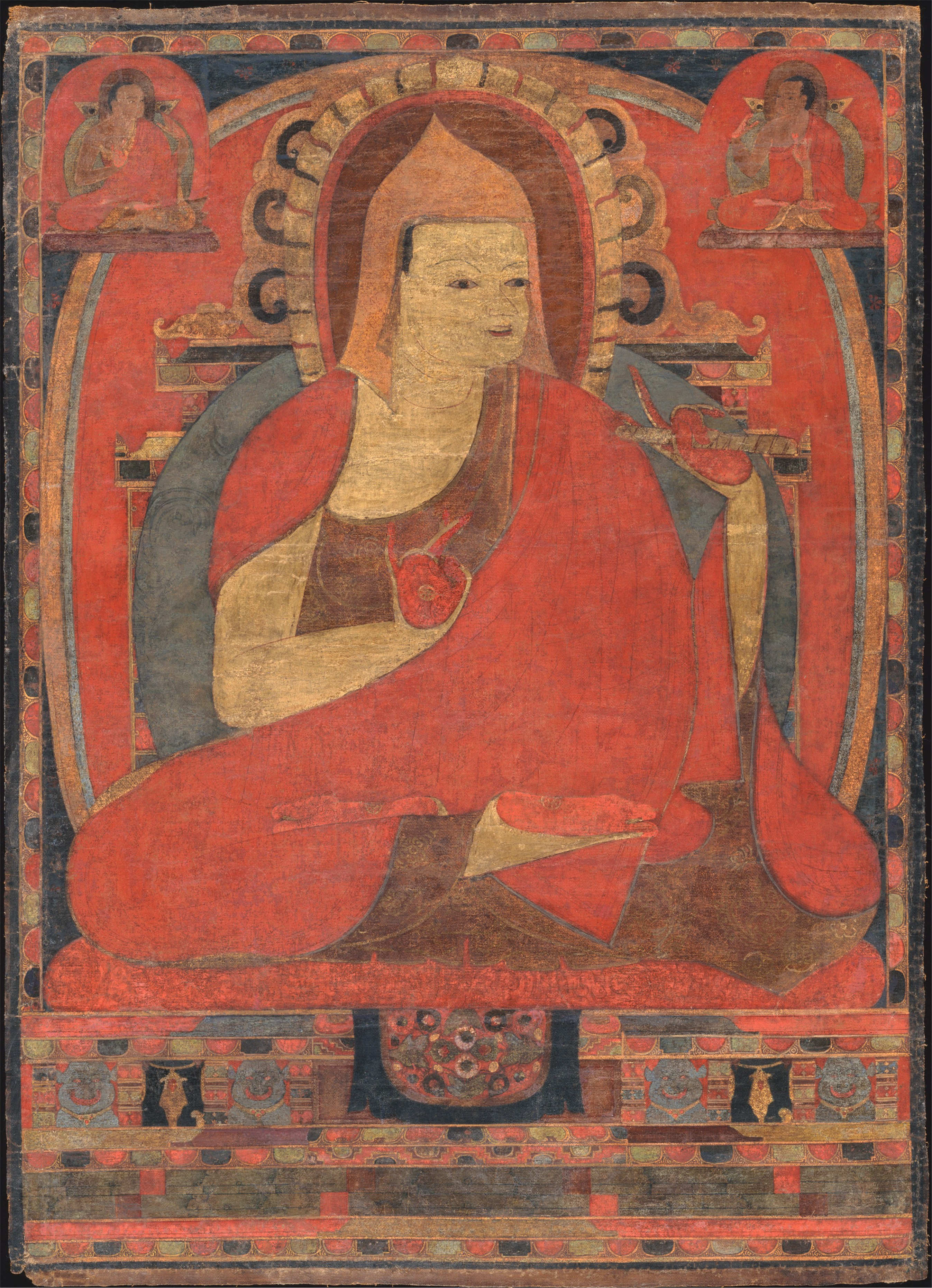
アティーシャ

### 分裂時代と仏教復興
王朝が滅亡して統制がなくなると、チベット仏教も一時退廃を見せた。僧伽の活動は衰退し、当時インドで流行していた性瑜伽（性的修行法）や呪術的修法を説く在家密教、すなわち、タントラ主義が横行した。吐蕃王家の亡命政権の1つである西チベットのグゲ王国は、王朝時代の伝統保存と仏教復興の担い手となった。
11世紀になると、インドから入国して仏教界を指導したアティシャ（在位：982年 - 1054年）とその弟子のドムトンらによって戒律復興運動が起こり（カダム派）、出家教団が再興された。般若経の解釈学、唯識や如来蔵思想の研究、中観思想の二派の論争など、顕教の哲学研究が盛んになった。
他方、マルパ訳経師とミラレパらによって新たにインドのナーローパやマイトリーパ直伝の後期密教（ナーローの六法）がもたらされた（カギュ派）。アティシャも、戒律に違犯した行法は禁止したが、密教を学ぶことは容認したため、密教化した大乗仏教が排除されて、初期仏教の本流に近い上座部仏教が徹底されたスリランカや東南アジアとは異なり、チベットでは相互に矛盾する見解を持つような、あらゆる学派の顕教や、密教が総合的に学習される傾向が生じた。

### サキャ派政権とモンゴル帝国
1240年、チベットはモンゴル帝国の侵攻を受けたが、当時ツァン地方を中心に一大勢力を持っていたサキャ派はモンゴルの懐柔を得ることに成功し、チベットの自治支配権を得た。さらに、クビライが即位すると、座主サキャ・パンディタの甥パクパは元朝の帝師として篤く遇されたが、その弟子のリンチェン・キャプがその威光を背景に滅亡した南宋の墓を暴いたため、漢族から反感を買った。この時代に、チベット仏教はモンゴル諸部族に広く浸透した。
1368年の元朝崩壊後はサキャ派に替わってカギュ派系のパクモドゥ派が中央チベットに政権を確立した。パクモドゥ派政権の衰退後は、同じくカギュ派系のカルマ派と、新興のゲルク派が覇権を争った。サキャ派やパクモドゥ派は、宗教貴族と化した一族が座主や高僧を半世襲的に輩出する氏族教団であったが、対してカルマ・カギュ派は化身ラマ（転生ラマ）制度を導入した。ゲルク派ものちに化身ラマ制度を取り入れ、ダライ・ラマ、パンチェン・ラマの二大活仏を中心として勢力を伸ばした。この時代の有力宗派は、モンゴル諸部族や明朝と代わる代わる同盟関係を結んだ。特にモンゴルの諸ハーンは、元朝の後継者としてチベット仏教の保護者となることで権威付けを図った。
また、8世紀から続けられてきたチベット大蔵経の編纂が14世紀初頭に一応の完成をみた。

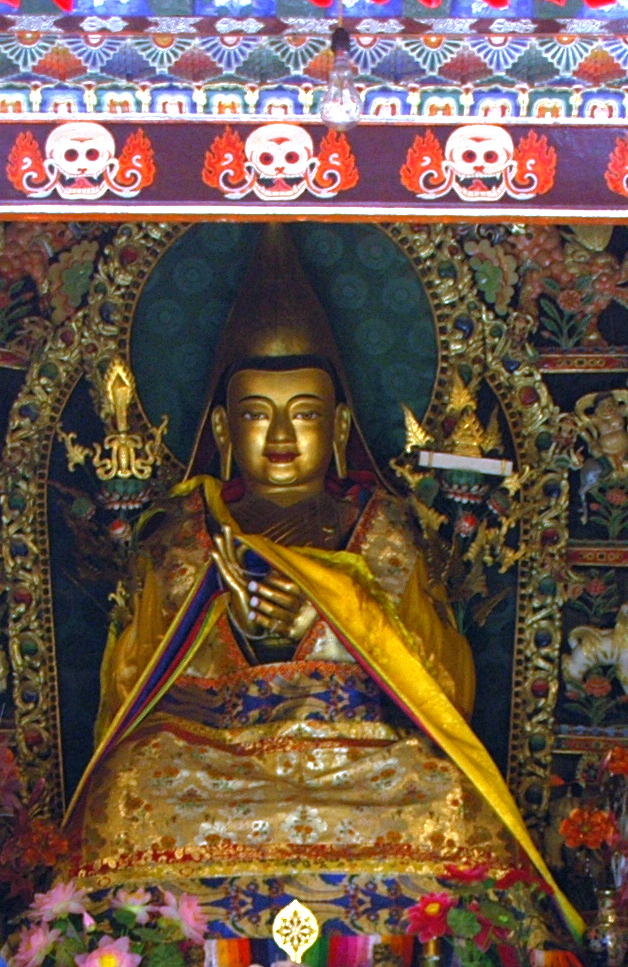
ゲルク派の宗祖ツォンカパ　チベット自治区アムド、西寧市近郊のクンブム・チャンパーリン寺にて

### ゲルク派の宗教改革とダライ・ラマ政権
ゲルク派は、ツォンカパが1400年頃に立宗した。カダム派の教えを継承・発展させ、新カダム派とも呼ばれた。ツォンカパは、従前の中観派を斥けて顕教を中心に独自の中観帰謬（きびゅう）論証派の教義を据えるとともに、過度のタントラ主義を否定して無上ヨーガ（性的ヨガ）の頽廃を禁じ、密教を中観の「無自性」を深く観ずるための禅定体系と位置づけた。また、従来の在家密教行者や氏族中心の宗派に対して、厳格な戒律に基づく出家修行を重視し、僧院を基盤とする教団を組織した。声聞乗（説一切有部・経量部）・菩薩乗（顕教）・真言乗（密教）を統合した修道体系は、後期インド仏教が目ざした方向性を実現したとも言える。
1642年までにオイラト・モンゴルのグーシ・ハーン（グシ・ハン）がチベットの大部分を征服してグシ・ハン王朝を樹立し、ダライ・ラマ5世を擁立して宗派を越えたチベットの政治・宗教の最高権威に据えた。以来、ダライ・ラマを法王として戴くチベット中央政府、即ちガンデンポタンが確立された。これにともない、ダライ・ラマが元来所属していたゲルク派は、グシ・ハン王朝のみならず、隣接するハルハ、オイラトなどの諸国からもチベット仏教の正統として遇され、大いに隆盛となる。一方、覇権争いに敗れた他宗派勢力は辺境に勢力を確保し、ブータンにカギュ派系のドゥク派政権、シッキムにニンマ派政権が成立した。
モンゴルと交流のあった女真族（満洲族）から出た清朝は、モンゴルの諸ハーン王朝の後継者としてチベット仏教の保護者を以て任じ、雍正帝によるグシ・ハン王朝滅亡後は、ダライ・ラマ政権の直接的バックボーンとなった。一方で、チベットの内外政の他、法王位の継承なども清朝の干渉を受けるようになった。しかし清皇族をはじめとする満洲族にはチベット仏教に篤く帰依する者も多く、宗教活動自体は保護を受ける面が強かった。

## 近現代の情勢と動向

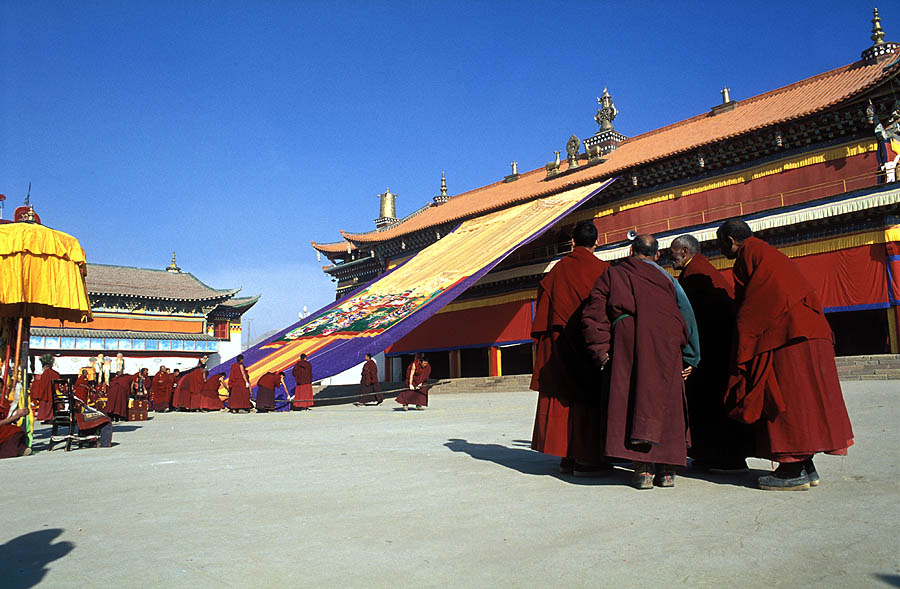
キルティ・ゴンパ
別名で「ゲルデン僧院」とも呼ばれており、中国・四川省アバ県とチアン族自治県で最大のチベット僧院として知られている。

17世紀頃から、カトリックの宣教師がインドや中国方面からチベット探検を試み、チベット仏教に関する報告がヨーロッパにもたらされた。チベット仏教を信仰するモンゴル系の少数民族を領内に抱えるロシアは、帝政時代の19世紀後半頃から、それらの民族を利用してチベットとの交渉を図り、ロシア各地にダツァンと呼ばれるチベット寺院も政策的に建立された。20世紀になると、隣接するインドを領有していたイギリスがチベットに勢力を伸ばし、チベット仏教研究も進展した。
1959年のチベット蜂起にともない、チベットの国家元首であるとともにチベット仏教の最高権威であるダライ・ラマ14世がインドに亡命した。それ以降、インドやネパールに大量のチベット人が亡命、その中にはチベット仏教の伝統を体現した高僧が多く含まれていた。中国領チベットで破壊あるいは活動休止された僧院が亡命地に復興され、新たな活動拠点となっている。現代の国際的な布教活動は、これら亡命チベット教団の活動によるところが大きい。チベット仏教に造詣深い現代の外国人としては、ジェット・リー、ロバート・サーマン、リチャード・ギア、日本では中沢新一などが知られる。また、キアヌ・リーブスは、高位ラマの転生者の子どもをテーマにした映画『リトル・ブッダ』にシッダールタ役として出演している（キアヌ自身も仏教徒である）。
一方、中国の支配下に置かれたチベット本土では、チベット動乱に続く時期（1955-61年）や文化大革命の時期にチベット仏教の寺院が徹底的な破壊を受けた。その後も形式的には信仰の自由が標榜されていたが、実際にはチベット仏教は中国政府と中国共産党の徹底的な支配下に置かれるとともに、過酷な弾圧が加えられ続けている。特に、ダライ・ラマに対する敬慕の念を口にすることは犯罪行為とみなされ、弾圧の対象となる。チベット本土でも一部の寺院は復興が認められたが、その規模は往事とは比較にならず、中国共産党の指導下で寺院の自主性は損なわれている。また、高僧の多くが亡命したため、チベット本土におけるチベット仏教の伝統の継続に大きな支障がでている。亡命した高僧の中には、ゲルク派の首座であるガンデン・ティパの第95代であるタシー・トントゥン、カルマ・カギュ派の教主であるカルマパ17世ウゲン・ティンレー・ドルジェ、ディクン・カギュ派の教主であるディクン・チェ=ツァン・リンポチェなど、チベット仏教の各支派の教主クラスも多い。
2007年8月4日のAFP BB News（中国国営新華社通信の報道を引用）によると、中国政府は、国内の化身ラマが転生する際、政府の許可なしの転生は認めないことを決定した。高僧を管理下に置くための措置と見られている。現在の中華人民共和国におけるチベット仏教、特にゲルク派への弾圧についてはチベット#問題を参照。
ロシア連邦の自治共和国の一つであるカルムイク共和国にはチベット仏教を信仰する住民が多く、事実上の『国教』として扱われているとされる。住民の中には『欧州唯一の仏教国』を標榜するものもいると伝えられ、ソビエト連邦崩壊後、宗教の自由化が行われると、同国のイリュムジノフ大統領はダライラマ十四世を同国の仏教センター所長として招聘しようと試みた。

### 日本との関係
中国仏教の系譜を汲む日本仏教は、チベット仏教と直接繋がりはないものの同じ大乗仏教ではあり、中国では衰退した密教を保持するという点で共通する。
チベット仏教は中国での翻訳と受容を介さないインド直伝の大乗仏教でもあり、前述の通りサンスクリット原典に近いチベット大蔵経は、仏教学の上で貴重な資料となる。このことが明治時代には能海寛ら仏教学者に注目され、日本人初のチベット探検者河口慧海に続いて、1900年代から大正時代にかけて多田等観、青木文教、寺本婉雅ら日本の僧侶、仏教学者がチベットへ赴き、チベット仏教を研究した。
また、明治維新後の廃仏毀釈や近代化に伴って本来の教えが伝わりにくくなっている日本の仏教について、チベット仏教を学ぶことで理解が促進される面があるといった指摘もされている。

### 現代日本のチベット仏教
戦後は、欧米経由のニューエイジやサブカルチャーの領域において注目されるようになり、エキゾチックな仏教美術をドラッグの幻覚を連想させる表現で引用したり、転生ラマ（トゥルク）のシステムや一部の仏典のみを参照して呪術的な側面を特に強調して紹介されることが多かった。
また、ダライ・ラマ14世がオウム真理教の麻原彰晃と面会した際に麻原を称賛したこと、オウム真理教が東京都で宗教法人格を取得した際には、ダライ・ラマ14世が東京都に推薦状を提出してオウム真理教を支援したことなどから、チベット仏教に対する悪いイメージが広まった。チベット亡命政府樹立以降は、積極的なチベット仏教側の情報開示、学者や伝統的な僧侶による一般向けの講習会開催など、理解を深めるための活動が行なわれている。
日本においてはとりわけ、ダライ・ラマ法王日本代表部事務所勤務者たちによって、1998年に設立された「チベット仏教普及協会」（ポタラ・カレッジ）などが、その役割を果たしている。
また、教派的に近い関係にある日本の真言宗との関係は、以下に示すように緊密であり、盛んな交流がなされている。（上記の「チベット仏教普及協会」（ポタラ・カレッジ）も、真言宗智山派や大正大学などと縁がある。）
- 2004年7月、広島県にある高野山真言宗龍蔵院内に、日本初のチベット仏教僧院である「龍蔵院デプン・ゴマン学堂日本別院」が創設され、その窓口である「デプン大僧院・ゴマン学堂日本事務局」と共に、一般社団法人「文殊師利大乗仏教会」によって、運営・支援されている。
- 真言宗御室派の大本山である広島・大聖院では、「チベット仏教ゲルク派デプン大僧院ゴマン学堂」と継続的に交流活動が行われており、2006年11月3日には、空海による弥山の開創1200年を記念して、ラサのデプン大僧院に由来する弥勒菩薩の開眼法要がダライ・ラマ14世によって行われ、その仏像建立儀式が11月8日に完了したことを由縁として、毎月8日には「龍蔵院デプン・ゴマン学堂日本別院」のチベット僧達によって「大聖院弥勒仏兜率浄土祈願（デプン・ジャンパ法要）」が月例行事として行われている[12]。
- 真言宗豊山派の大本山である東京・護国寺では、度々チベット仏教にまつわる供養・勤行が行われ、2011年4月29日には、東日本大震災のためのダライ・ラマ14世による四十九日法要が行われた。
- 2011年11月1日-2日、高野山大学125周年記念として、ダライ・ラマ14世が高野山を訪れ、講演や灌頂を行った。

2008年、チベット仏教カギュ派の分派であるディクン・カギュ派（直貢噶舉教派）は、京都に「チベット仏教直貢噶舉教派寶吉祥仏法センター」を設立した。これは、同派の僧侶のリンチェン・ドルジェ・リンポチェが台湾において主宰する「寶吉祥仏法センター（社団法人中華民国市寶吉祥仏教文化交流協会）」の日本における拠点として設立されたものである。

## チベット仏教の宗派

### 四大宗派
ニンマ派、カギュ派、サキャ派、ゲルク派を、チベット仏教の四大宗派と呼ぶ。
- ニンマ派 - 「古派」の意[13]。パドマサンバヴァを宗祖とし、古代王朝時代に導入されたとされる古訳のタントラ群（ニンマ・カマ）と埋蔵教典（テルマ）に依拠する[注 4]。
- カギュ派（カギュー派） - マルパ（中国語版、英語版）、ミラレパを宗祖とする。カルマ派、ツェルパ・カギュ派、ディクン・カギュ派、ドゥク派、パクモドゥ派などの多数の支派に分かれている。詳細は「カギュ派」の項を参照のこと。
- サキャ派 - 元朝の時代にはチベットに政権を確立し、サキャ・パンディタやクビライ・カアンの帝師パクパが出た。
- ゲルク派 - ツォンカパを宗祖とし、秘密集会タントラを重視している。ダライ・ラマ、パンチェン・ラマが属する。近世以降の最主流派。
  - カダム派（英語版）（カーダム派） - アティシャを中心とする運動。ゲルク派は、この宗派の後継者を自認する。四大宗派のすべてに影響を与えた後、ゲルク派が新カダム派、ガンデン流として教団組織化した。現在この宗派は存在していない。

### その他
上記以外にも、シャンパ・カギュ派、シチェ派、チュウ派などの現在は独立した宗派としての組織を持たない伝統や、近年復興運動が起こっているチョナン派などが存在する。
また、ゲルク派の保守勢力の間で護法尊または怨霊とされるシュクデンの崇拝が行われており、彼らをさしてシュクデン派と呼ぶことがある。現在、シュクデン信仰はダライ・ラマ14世によって禁じられており、それによってシュクデン派はチベット仏教の主流派からは異端とみなされている。一方、シュクデン派はニュー・カダンパ・トラディション（国際カダム派仏教連合）ウェスタン・シュクデン・ソサエティーといった団体を結成し、チベット仏教主流派に対抗する活動を行っている。